# Mesotype lineolata
Mesotype lineolata là một loài bướm đêm trong họ Geometridae.